# محمودآباد، بیرجند
محمودآباد، بیرجند روستایی در دهستان باقران، بخش مرکزی شهرستان بیرجند در استان خراسان جنوبی است.
جمعیت این روستا در سال ۱۳۸۵، ۱۴۶ نفر بوده‌است.